# Ammophila pallida
Ammophila pallida là một loài thực vật có hoa trong họ Hòa thảo. Loài này được (J. Presl) Fritsch mô tả khoa học đầu tiên năm 1922.